# 杜鵑座矮星系
杜鵑座矮星系是一個位于杜鵑座的矮星系，它是在1990年由R.J. Lavrey發現於亞斯特姆洛山天文台。

## 外部連結
- The Tucana Dwarf Galaxy: HST/WFPC2 Imaging of this Isolated Local Group Dwarf Spheroidal (AAS)